# Slint
Slint var et amerikansk post-rockband fra Louisville, Kentucky, USA, som eksisterede mellem 1986 og 1991. Bandet er senere kommet sammen for at spille koncerter. Gruppen bestod af Brian McMahan (guitar og vocal), David Pajo (guitar), Britt Walford (trommer), Todd Brashear (bas på Spiderland) og Ethan Buckler (bas på Tweez).

## Baggrund

### Før Slint
Walford og McMahan begyndte at spille musik sammen fra en tidlig alder. Deres første band hed Languid and Flaccid, som de stiftede mens de stadig gik i folkeskole. Walford og McMahan spillede senere sammen i Louisville punk bandet Squirrel Bait, men Walford valgte at forlade bandet efter deres første øvesession. Før Slint spillede Pajo, Walford (og kortvarigt, McMahan) sammen i bandet Maurice. Walford, Pajo og Buckler spillede deres første show sammen i 1985 under navnet Small Tight Dirty Tufts of Hair.

### 1989-1991: Tweez og Spiderland
Slint blev stiftet i 1986 og indspillede deres første album Tweez i 1987, som blev produceret af Steve Albini og udgivet i 1989. 
Bandets andet og sidste album Spiderland blev indspillet i 1990 på blot fire dage og udgivet i 1991. På trods af albummets først lave salgsnumre og obskuritet, får det i dag meget anmelderros og er set som et de album der lagde fundamentet for de senere post-rock og math-rock genrer. Bandet gik fra hinanden kort efter Spiderland blev indspillet grundet formanden McMahans depression. 
Sangteksterne til begge album var skrevet i det sidste øjeblik eller improviseret.

## Diskografi

### Album
- Tweez (1989)
- Spiderland (1991)

### EP
- Untitled (1994)